# Montreuil-sur-Loir
Montreuil-sur-Loir è un comune francese di 494 abitanti situato nel dipartimento del Maine e Loira nella regione dei Paesi della Loira.

## Società

### Evoluzione demografica
Abitanti censiti